# 28-cm-Haubitze L/10
Die 28-cm-Haubitze L/10 (jap. 二十八糎榴弾砲, nijūhachi-senchi ryūdanhō, auch 280-mm-Haubitze genannt) war eine Haubitze des Kaiserlich Japanischen Heeres. Hauptsächlich in der Küstenverteidigung verwendet wurde sie auch als Belagerungsgeschütz während der Belagerung von Port Arthur 1904 eingesetzt.
Die 28-cm-Haubitze L/10 ist nicht mit der von der Firma Krupp entwickelten 28-cm-Haubitze L/12 zu verwechseln.

## Geschichte

### Entwicklung
Im April 1884 wurde der italienische Major Pompeo Grillo von der japanischen Heeresleitung nach Japan eingeladen, um bei der Entwicklung von Geschützen mitzuwirken. Bereits im Juni des gleichen Jahres begann im Arsenal Osaka die Entwicklung zu einer 28-cm-Haubitze, die auf einer in italienischer Lizenz gebauten Armstrong-Haubitze beruhte. 1892 wurde die Haubitze im Kaiserlich Japanischen Heer eingeführt. Die 220 produzierten Geschütze wurden speziell in der Küstenverteidigung eingesetzt.

### Russisch-Japanischer Krieg

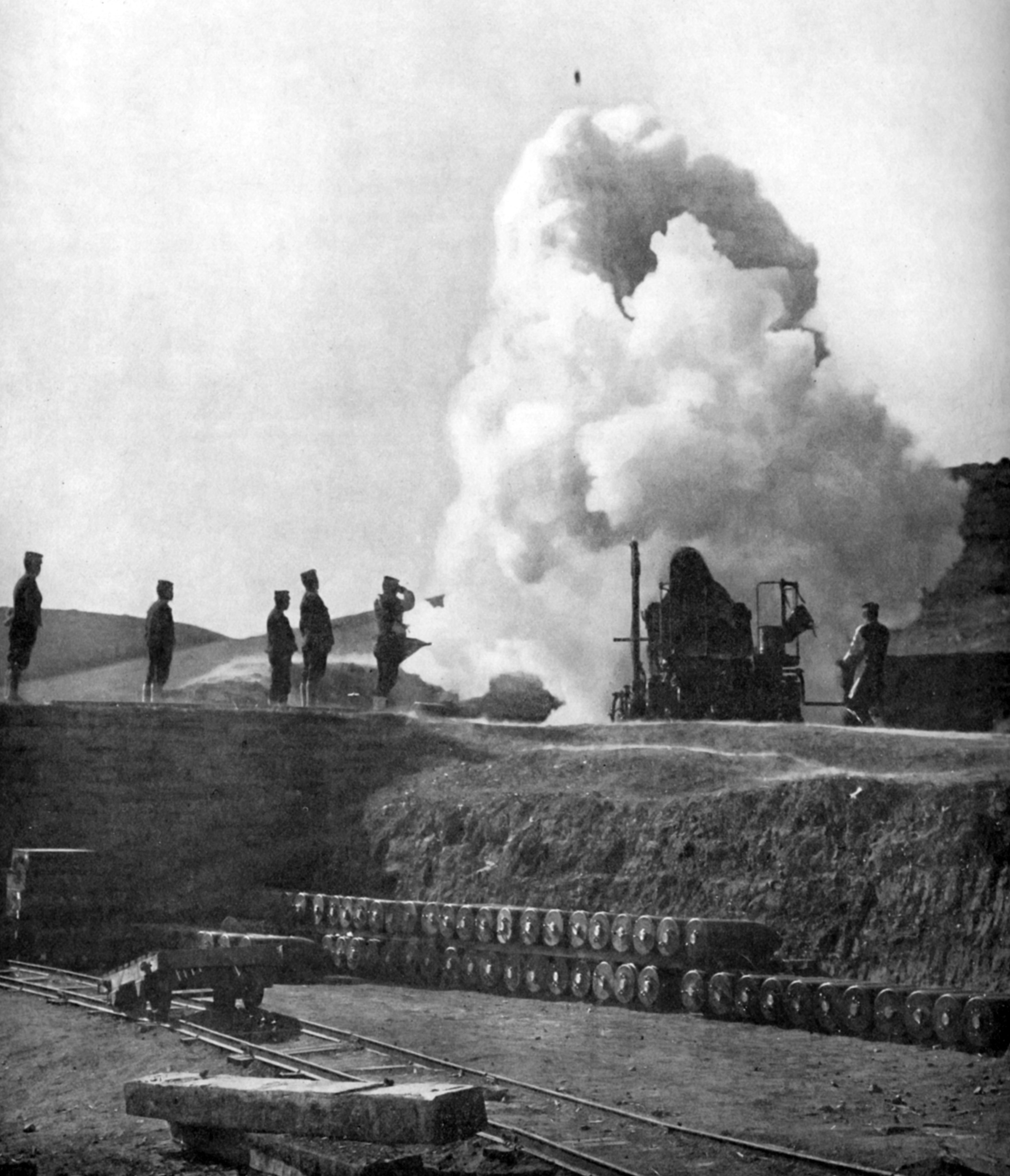
Eine Granate, sichtbar oberhalb der Rauchwolke, verlässt eine 28-cm-Haubitze Richtung Port Arthur.

Im Russisch-Japanischen Krieg kam es zur Belagerung von Port Arthur durch die japanische 3. Armee. Während die Japaner im Ersten Japanisch-Chinesischen Krieg Port Arthur im Sturm hatten einnehmen können, war dies nun nicht mehr möglich. Das Kaiserlich Russische Heer hatte nach Plänen des Generals von Totleben Port Arthur mit schweren Befestigungen ausgebaut. Die ersten japanischen Angriffe wurden unter hohen Verlusten für die Angreifer abgeschlagen und als Folge wurden 18 28-cm-Haubitzen zur Zerstörung der Festungswerke angefordert. Während die ersten 18 Haubitzen auf dem Seeweg von russischen Kreuzern während des Hitachi-Maru-Vorfalls versenkt wurden, traf Ersatz für die verlorenen Haubitzen letztendlich bei den Belagerungstruppen ein.

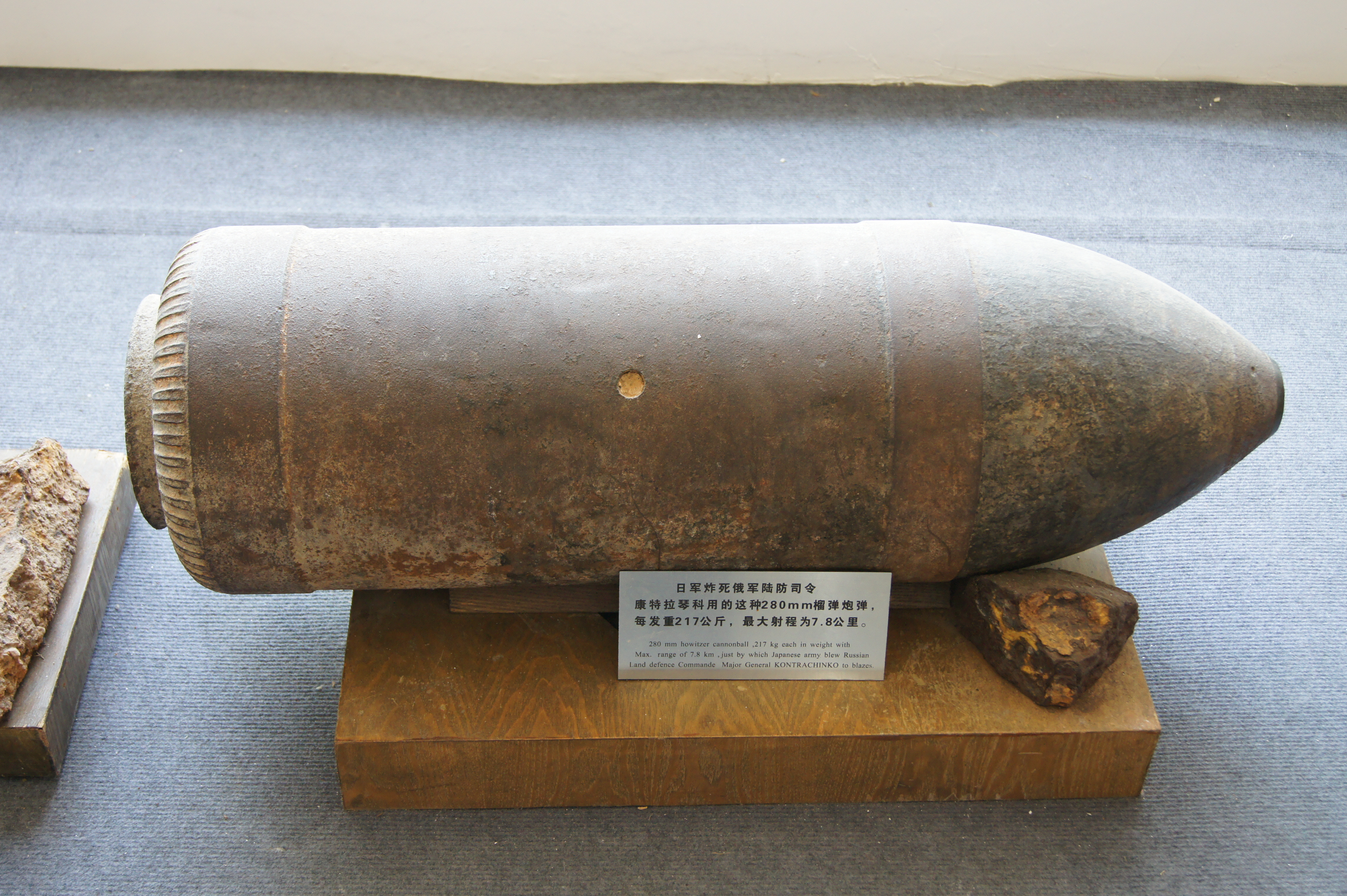
Eine 217 kg schwere Granate für die 28-cm-Haubitze.

Die Vorbereitung für die Haubitzenstellungen waren umständlich und langwierig. Jede Haubitze befand sich auf einer schweren Metallplatte, die wiederum auf einer Betonbettung ruhte. Anschließend musste die über 10 Tonnen schwere Haubitze auf die Metallplatte gehoben werden. Die Treffergenauigkeit der Haubitze war mäßig und die Sprengkraft der Granaten unzureichend, um eine Zerstörung der Befestigungswerke mit einem Schuss zu garantieren. Deswegen mussten Ziele mehrfach beschossen werden. Die japanische Artillerie feuerte 353.066 Granaten auf Port Arthur ab, wovon 16.949 Granaten des Kalibers 28 cm waren. Das japanische Mutterland konnte nicht genügend 28-cm-Granaten liefern und so mussten Granaten aus westlichen Ländern dazu erworben werden.

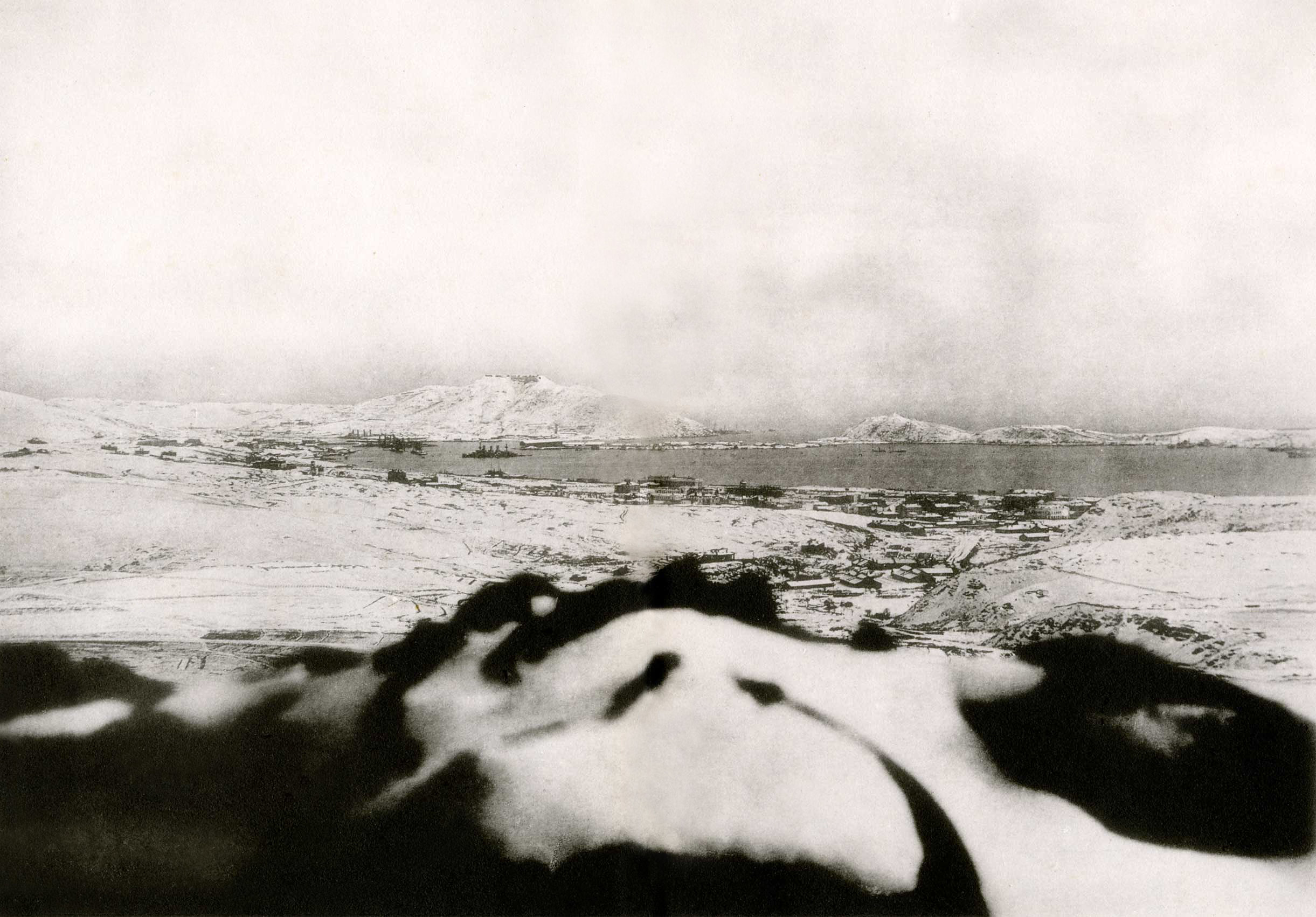
Sicht der japanischen vorgeschobenen Beobachter von Höhe 203 auf den Hafen von Port Arthur. Von hier konnte das Feuer der 28-cm-Haubitzen gezielt dirigiert werden und nacheinander wurden die russischen Schiffe versenkt.

Nach dem dritten Großangriff auf Port Arthur konnte die Höhe 203 genommen werden von der die Japaner direkte Sicht auf den Hafen von Port Arthur hatten. Dort lagen die Schiffe der russischen Pazifikflotte. Nachdem die Japaner vorgeschobene Beobachter auf die Höhe 203 gesandt hatten, konnten diese das Feuer der 28-cm-Haubitzen per Telefonverbindung dirigieren. Am 5. Dezember wurde das Linienschiff Poltawa versenkt, am 7. Dezember die Retwisan. Am 9. Dezember 1904 sanken Pobeda und Pereswet sowie die Kreuzer Pallada und Bajan. Das Linienschiff Sewastopol konnte, obwohl bereits fünfmal von schweren Granaten getroffen, aus dem Schussbereich der Japaner manövriert werden. Als Port Arthur am 2. Januar 1905 schließlich kapitulierte, ließ der Kapitän der Sewastopol, Nikolai von Essen, das schwer angeschlagene Schiff bei etwa 55 m Wassertiefe von der eigenen Besatzung durch Öffnen der Bodenventile versenken.

### Zweiter Japanisch-Chinesischer Krieg
Im November 1939 wurden 28-cm-Haubitzen während des Zweiten Japanisch-Chinesischen Krieges am Gelben Fluss eingesetzt und setzen dabei einen Eisenbahntunnel für drei Monate außer Betrieb.
Aus Mangel an Alternativen wurden 28-cm-Haubitzen bis Ende des Zweiten Weltkrieges eingesetzt, vor allem auf dem japanischen Festland zur Küstenverteidigung wegen der erwarteten Landung der Alliierten auf Japan. So befanden sich 1945 auf Kyūshū 13, auf Shikoku 6, auf Honshu 62 und auf Hokkaidō 10 Haubitzen im Einsatz.

## Technische Daten
| Lafette:                                 | Rahmenlafette       |
| Aufbauzeit:                              | 24–72 Stunden       |
| Kaliber:                                 | 28 cm               |
| Rohrlänge:                               | 2,863 m (L10,2)     |
| Mündungsgeschwindigkeit V0:              | 142 m/s bis 314 m/s |
| Schussweite max.:                        | 7,8 km              |
| Geschossgewicht:                         | 217 kg              |
| Gewicht des Geschützes in Feuerstellung: | 10,758 t            |
| Gewicht des Geschützes in Fahrstellung:  | 33,600 t            |
| Seitenrichtbereich:                      | 360°                |
| Höhenrichtbereich:                       | −10° bis +68°       |